# Водрёй, Жозеф Иасент Франсуа-де-Поль де Риго де
Граф Франсуа́ де Поль де Риго́ де Водрё́й или Водрёйль (фр. Joseph Hyacinthe François de Paule de Rigaud, Comte de Vaudreuil; 2 марта 1740, Санто-Доминго — 17 января 1817, Париж) — французский дворянин времён короля Людовика XVI, входивший в круг приближенных Марии Антуанетты и личный друг графа д’Артуа — будущего короля Карла X. Граф Водрёй также известен как большой покровитель деятелей искусств, в числе которых были: Пьер Бомарше и художница Виже-Лебрён

## Происхождение
Граф Франсуа Водрёй происходил из знатного французского дворянского рода де Риго де Водрёй. Дед Франсуа Водрея — Филипп де Риго, Маркиз Водрёй — был губернатором Новой Франции (Французской Канады). Отец Франсуа — Жозеф-Иасент — в 1757 году стал губернатором острова Санто-Доминго. На этом острове в 1740 году родился Франсуа Водрёй. Его мать (Guiot de la Mirande) была креолкой, но также принадлежала к французскому дворянскому роду.
В возрасте 19 лет граф Франсуа Водрёй принимал участие в Семилетней войне, в составе штаба принца Субиза. После войны он осел в Париже

## Версаль
В Версале Франсуа Водрёй сблизился с младшим братом короля — графом д’Артуа (будущим королём Карлом X). Это позволило войти ему в круг приближенных Марии-Антуанетты. Известны многие свидетельства современников о близких связях Франсуа Водрея с графиней Габриэль де Полиньяк.

## Женитьба Фигаро
В июле 1783 года Франсуа Водрёй был среди ключевых фигур, уговоривших Марию-Антуанетту поставить пьесу Бомарше «Женитьба Фигаро». Известно, что в ходе закрытой дворцовой постановки Водрёй сам исполнил роль графа Альмавивы.

## Революция и эмиграция
В ходе Великой Французской Революции, а именно после штурма Бастилии 14 июля 1789 года, Водрёй вместе с братом короля графом д’Артуа покинул Версаль верхом на лошади, чтобы уехать в Австрийские Нидерланды. В течение последующих 25 лет он будет одним из инициаторов различных контрреволюционных выступлений. В 1796 году он переехал в Великобританию, где в 1795 году он женился на дочери своей двоюродной сестры Марии Жозефине де Риго де Водрёй (1774—1859). От этого брака родилось два сына.

## Реставрация
После падения империи Наполеона Водрёй вернулся во Францию и участвовал в реставрации Бурбонов. Король Людовик XVIII назначил его управляющим дворцом Тюильри. Водрёй умер в Париже в 1817 году в возрасте семидесяти шести лет. Его побочная дочь осталась в России, где занималась воспитанием дочерей князя Б. А. Голицына, включая Татьяну.